# Władimir Granitow
Władimir Władimirowicz Granitow, ros. Владимир Владимирович Гранитов (ur. 4 kwietnia 1915 w Piotrogradzie, zm. 20 maja 1999 w San Francisco) – rosyjski inżynier, oficer Rosyjskiego Korpusu Ochronnego podczas II wojny światowej, emigracyjny działacz kombatancki, religijny i społeczny.
W połowie listopada 1920 r. jego ojciec wraz z żoną i synem ewakuował się razem z wojskami Białych z Krymu do Gallipoli. Na emigracji zamieszkał w Królestwie SHS. W 1933 r. W. W. Granitow ukończył rosyjskie gimnazjum w Belgradzie, zaś w 1938 r. studia budowlane na miejscowym uniwersytecie. Jednocześnie w latach 1933–1936 przeszedł wojskowo-szkoleniowe kursy przy IV Oddziale Rosyjskiego Związku Ogólnowojskowego (ROWS), zaś w latach 1936–1942 wyższe kursy wojskowo-naukowe gen. Nikołaja N. Gołowina w Belgradzie. Mianowano go podporucznikiem. Został przyjęty do Stowarzyszenia 13 Lejbgwardyjskiego Pułku Erywańskiego. Pełnił funkcję oficera-instruktora kompanii przygotowania młodzieży, zorganizowanej przy IV Oddziale ROWS. Po zajęciu Jugosławii przez wojska niemieckie w kwietniu 1941 r., wstąpił do nowo formowanego Rosyjskiego Korpusu Ochronnego. Został dowódcą plutonu i jednocześnie zastępcą dowódcy Kompanii Junkierskiej 1 Pułku Korpusu. Po pewnym czasie zaczął prowadzić szkolenie z zakresu taktyki piechoty. Wiosną 1942 r. objął dowództwo plutonu przeciwpancernego Pułku. Pod koniec 1942 r. przeszedł do 3 Pułku jako dowódca plutonu i wykładowca taktyki w Kompanii Junkierskiej. Od lata 1943 r. służył w Specjalnej Kompanii Pułku, sformowanej z b. czerwonoarmistów. Następnie został młodszym oficerem w 9 Kompanii 4 Pułku. Wkrótce odkomenderowano go do sztabu Korpusu, gdzie wszedł w skład komisji do spraw przetłumaczenia na język rosyjski niemieckiego regulaminu piechoty. Na początku 1944 r. objął funkcję adiutanta w sztabie I Batalionu Pułku. Od września tego roku w stopniu porucznika dowodził 3 Kompanią Pułku. Odznaczono go podwójnie Żelaznym Krzyżem 2 klasy. W październiku został ciężko ranny. Po wyzwoleniu w połowie marca 1945 r., powrócił na poprzednie stanowisko. Po zakończeniu wojny zamieszkał w Monachium. W 1948 r. wyjechał do Argentyny, gdzie współtworzył Związek Św. Błogosławionego Wielkiego Księcia Aleksandra Newskiego. Wstąpił też do miejscowego oddziału ROWS. Od 1960 r. przebywał w USA. Pracował jako inżynier w przedsiębiorstwie "Pacific Railway". Specjalizował się w budowie mostów. Ponadto zaprojektował 3 świątynie prawosławne: sobór katedralny Zmartwychwstania Pańskiego w Buenos Aires, cerkiew Kazańskiej Ikony Matki Bożej w San Francisco i sobór św. św. Piotra i Pawła w Santa Rosa. Przez wiele lat pełnił funkcję sekretarza amerykańskiego oddziału Związku Żołnierzy Korpusu Rosyjskiego. W 1986 r. stanął na jego czele. Od 1982 r. był przewodniczącym Komitetu Pomocy Zagranicznym Inwalidom Wojskowym w San Francisco. W 1988 r. objął funkcję zastępcy przewodniczącego, a jeszcze w tym samym roku przewodniczącego ROWS. Wchodził w skład członków Funduszu im. I. W. Kulajewa, wspierającego emigracyjną młodzież rosyjską, a także Zjednoczenia Historyczno-Patriotycznego "Russkoje znamia". Był członkiem redakcji pism "Russkaja żyzń" i "Naszy Wiesti". W latach 1992–1998 kilkakrotnie odwiedzał Rosję, nawiązując kontakty z organizacjami narodowymi. Prowadził wykłady na temat życia emigracji rosyjskiej.